# Carlo Piaggia
Carlo Valeriano Piaggia (* 1827 in Badia di Cantignano; † 17. Januar 1882 in Karkodje, Sannar) war ein italienischer Botaniker und Afrikareisender.

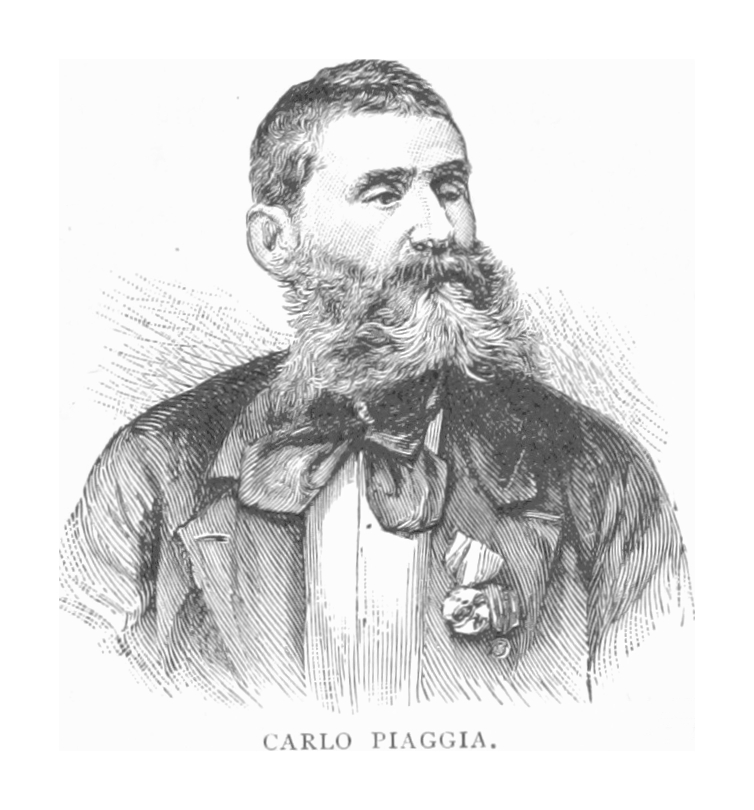
Carlo Piaggia

## Leben
Geboren bei Lucca 1827, kam Piaggia 1852 über Tunis nach Alexandria, wo er als Gärtner und Uhrmacher einige Jahre lebte. 1853 und 1866 ging er im  Gefolge von Elefantenjägern nach Khartum und bereiste wiederholt Gegenden am Nil, gesellte sich dann zu Guillaume Lejean und befuhr 1860 mit Orazio Antinori den Bahr al-Ghazal.
1863 unternahm er seine wichtigste Reise zu den Azande (auch: Niam-Niam), bei denen er bis März 1865 blieb. Später verweilte er in den oberen Nilländern und Äthiopien, befuhr 1873 den Nil bis Mruli und kehrte dann nach Europa zurück, um sich 1878 wieder nach Sannar zu wenden. 1880 kam er im Auftrag der Italienischen Geographischen Gesellschaft nach Khartum, um die verschollenen Reisenden Chiarini und Cecchi aufzusuchen. Auf der Reise nach Jadussi starb er am 17. Januar 1882 in Karkodje (heute Sannar).